# Hebanthe
Hebanthe es un género de plantas fanerógamas de la familia Amaranthaceae. Comprende 20 especies descritas y de estas, solo 4 aceptadas.

## Descripción
Son bejucos, que alcanzan un tamaño de 3–8 (–12) m de largo, tallos largos y trepadores, glabros, tornándose pubescentes hacia arriba, con tricomas aplicados; plantas hermafroditas. Hojas opuestas, ovadas, 4.5–8 cm de largo y 2–5 cm de ancho, acuminadas en el ápice, redondeadas en la base, glabras o subglabras en la haz, escasamente pubescentes en el envés, con tricomas simples y aplicados; pecioladas. Inflorescencia compuesta, básicamente formada de espigas alargadas en una estructura racemosa 2 (3) veces ramificada, más o menos simétrica, con ramas opuestas o ligeramente desplazadas, 10–30 cm de largo, terminales en los tallas y ramas, bráctea suborbicular o ampliamente redondeado-triangular, 0.8–1.3 mm de largo, aguda, dorsalmente pubescente con tricomas cortos y simples, bractéolas ampliamente redondeado-triangulares 0.8–1.3 mm de largo, mucho más anchas que largas, agudas o mucronadas en el ápice, dorsalmente pubescentes cerca del nervio principal, flores solitarias; tépalos 5, ampliamente oblongos u ovados, 2.2–3 mm de largo, obtusos y algo cuculados en el ápice, delgados, los 2 internos con tricomas largos y rígidos de 3–4 mm de largo, en toda la superficie abaxial, el intermedio con tricomas largos en una de las mitades del lado abaxial y los 2 externos sin tricomas largos, 3-nervios; estambres 5, filamentos angostamente lineares en la mitad superior, conspicuamente ensanchados en la mitad inferior, 1.5–1.8 mm de largo, unidos 25–30%, sin lobos, anteras uniloculares, 0.7–0.9 mm de largo; pseudoestaminodios ausentes; ovario 1-ovulado, estilo corto e indefinido, estigma con lobos ampliamente redondeado-triangulares, más o menos horizontales, estigma fungiforme. Utrículo subgloboso, indehiscente; semilla cocleado-orbicular, 1.3–1.5 mm de largo.

## Distribución y hábitat
Género tropical con las especies distribuidas desde México hasta Perú, Argentina y Paraguay, ausente en las Antillas. Todas las especies son bejucos en los márgenes de bosques y bosques secundarios.

## Taxonomía
El género fue descrito por Carl Friedrich Philipp von Martius y publicado en Nova Genera et Species Plantarum . . . 2: 42. 1826.

## Especies aceptadas
A continuación se brinda un listado de las especies del género Hebanthe aceptadas hasta octubre de 2012, ordenadas alfabéticamente. Para cada una se indica el nombre binomial seguido del autor, abreviado según las convenciones y usos.
- Hebanthe eriantha (Poir.) Pedersen
- Hebanthe grandiflora (Hook.) Borsch & Pedersen
- Hebanthe occidentalis (R.E. Fr.) Borsch & Pedersen
- Hebanthe spicata Mart.